# 周肇祥
周肇祥（1880年—1954年），字嵩灵，号养庵，又号无畏，别号退翁，室名宝觚楼。浙江绍兴人，清末举人，又曾肄业于京师大学堂、法政学校。中国近代书画家，北洋政府官员。曾任古物陈列所第四任所长。
周肇祥工诗文，精鉴藏，通文史。曾任团城国学馆副馆长、东方绘画协会干事、委员。与金城等著名画家创办中国画学研究会，自1926年起任中国画学研究会会长，出版会刊《艺林旬刊》、《艺林月刊》。颇有著述，许多未得出版。
自1926年后至抗战爆发时曾为古物鉴定及保护国家文物做过重要工作。